# 25116 Jonathanwang
25116 Jonathanwang (tên chỉ định: 1998 RW68) là một tiểu hành tinh vành đai chính. Nó được phát hiện bởi dự án Nghiên cứu tiểu hành tinh gần Trái Đất Lincoln ở Socorro, New Mexico, ngày 14 tháng 9 năm 1998. Nó được đặt theo tên Jonathan Wang, an American high school student whose medicine và health sciences team project won Best In Show và First Place ở the 2008 Giải thưởng Khoa học và Kỹ thuật Intel.